# Папіннієменселькя
Папіннієменсе́лькя — затока в північно-західній частині Ладозького озера, Республіка Карелія, Росія.
Довжина — 8 км, ширина — 2,5-3 км. Глибина — 10-20 м, в гирлі понад 50 м.
В затоці знаходяться острови Паярінсарі, Орайтсарі, Кяряйтсарі та багато дрібних. З півночі вона обмежена островом Тімонсарі, з півдня — островом Кухка. На заході впадає річка Іїйокі.
| Росія | Це незавершена стаття з географії Росії. Ви можете допомогти проєкту, виправивши або дописавши її. |